# Sail Away (Lied)
Sail Away ist ein von Bernie Paul und Todd Canedy komponierter Rocksong. Der Text stammt von Irmgard Klarmann. 
Bekannt wurde das Lied 1991 in der von Hans Hartz gesungenen Fassung. Durch seine Verwendung in der Fernsehwerbung für Beck’s-Bier wurde der Titel international bekannt und mit über 1,6 Millionen verkauften Tonträgern auch ein Verkaufserfolg für den Künstler.
1995 wurde die Kampagne mit einer Neuaufnahme des Songs durch Joe Cocker fortgeführt. 2003 gab es eine Version von Ayak. 2004 interpretierte die niederländische Band 16 down den Titel ebenfalls für eine Werbung des Bierherstellers.